# Finsterhennen
Finsterhennen là một đô thị ở huyện Erlach ở bang Bern ở Thụy Sĩ. Đô thị này có diện tích 3,6 km², dân số năm 2005 là 442 người.